# Xã North Campbell No. 3B, Quận Greene, Missouri
Xã North Campbell No. 3B (tiếng Anh: North Campbell No. 3B Township) là một xã thuộc quận Greene, tiểu bang Missouri, Hoa Kỳ. Năm 2010, dân số của xã này là 1.127 người.